# Tipula (Acutipula) gola
Tipula (Acutipula) gola is een tweevleugelige uit de familie langpootmuggen (Tipulidae). De soort komt voor in het Afrotropisch gebied.